# Ільтуганово
Ільтуга́ново (рос. Ильтуганово, башк. Илтуған) — село у складі Кармаскалинського району Башкортостану, Росія. Входить до складу Старомусінської сільської ради.
Населення — 428 осіб (2010; 699 в 2002).
Національний склад:
- татари — 52 %
- башкири — 46 %